# Сесіл Шарп
Сесіл Джеймс Шарп (англ. Cecil Sharp; нар. 22 листопада 1859, Лондон — пом. 23 червня 1924) — музикант, публіцист, диригент, батько-засновник відродження фольклору в Англії на початку 20-го століття. Описувач багатьох англійських народних танців, пісень і балад.

## Молодість
Шарп народився в Камберуеллі у Лондоні. Був старшим сином Джеймс Шарп (торговця, який цікавився археологією, архітектурою, старими меблями й музикою) і його дружини, Джейн Bloyd, також меломанки. Шарп здобував освіту в школі Аппінгему, але залишив її в 15-ти річному віці і приватно готувався до вступу у Кембриджського університету, де він отримав диплом бакалавра мистецтв у 1882 році

## В Австралії
Шарп виїхав до Австралії за порадою свого батька. І прибув до Аделаїди в листопаді 1882 року. На початку 1883 року отримав посаду клерка в комерційному банку Південної Австралії. Він вивчав юриспруденцію і в квітні 1884 став помічником судді, і займав цю посаду до 1889 року, пішовши у відставку і віддавши весь свій час музиці. Він став помічником органіста в соборі Святого Петра, а потім і диригентом державного і церковного хорів. Пізніше він став диригентом філармонії в Аделаїді, а в 1889 році керівником музичної школи в Аделаїді. Він був дуже успішним як лектор, .школа в 1898 році перетворився в консерваторію при університеті. Шарп придбав там багато друзів, але він вирішив повернутися до Англії і прибув туди в січні 1892 року. Під час свого перебування в Аделаїді він написав музику для двох легких опер; «Jonquil» і «Сільвія», яка була поставлена в Королівському театрі Аделаїди 4 грудня 1890. Лібрето до них написав Гай Бутбу. Він також написав музику для деяких дитячих пісень, які співалися в церковному хорі.

## Повернення до Англії
У 1892 Шарп повернувся до Англії. 22 серпня 1893 року, в Іст Clevedon, він одружився з Констанс Доротеєю, також меломанкою. У них було три дочки і син.
В 1893 році він був зарахований на посаду вчитель музики підготовчої школи в Північному Лондоні. Протягом сімнадцяти років на цій посаді, він перебував ще і на ряді інших музичних робочих місцях
З 1896 Шарп працював в консерваторії, на півставки, бо йому було ще надано житло. У липні 1905 року він звільнився звідти і покинув наданий йому будинок. Потім він зосередився в значній мірі над читанням лекцій і на публікаціях про народну музику.

## Народна музика Англії
Шарп вчив і писав музику. Тому що музична педагогіка його часу виникла в Німеччині і була повністю заснована на мелодіях з німецької народної музики, Шарп, як учитель музики, зацікавився вокальною та інструментальною народною музикою Британських островів, особливо мелодіями і також танцями. Він відчував, що носії англійської мови (та інших мов, у Великій Британії та Ірландії) повинні ознайомитися зі спадщиною мелодійних виразів, які виросли там в різних регіонах. Він почав збирати народні пісні в 1903 році при відвідуванні свого друга Чарльз Марсон в Hambridge, Південний Сомерсет.
За 1600 мелодій і текстів були зібрані від 350 співаків і Шарп використовував ці пісні у своїх лекціях і прес-кампанії, щоб закликати до порятунку англійської народної пісні. Хоча Шарп зібрані з 15 інших країн після 1907, пісні Сомерсет були ядром його досвіду і теорій. Шарп зацікавився традиційним англійським танцем, коли він побачив його в селі Хедінгтон, біля Оксфорду, на Різдво 1899 року. У цей час народний танець в Англії був майже зниклим, і у великій мірі від праці Шарпа він був збереженим. Відродження народних танців почалося, коли Мері Ніл організатор жіночого есперанс-клубу, в Лондон, навчила, разом з Шарпом, традиційним танцям членкинь цього Клубу у 1905 році. Їхній ентузіазм до танців переконав Шарпа опублікувати свої описи народних танців, починаючи з 1907 року. Між 1911 і 1913 роками Шарп опублікував тритомну працю «Бойові Танці Північної Англії», в якому описується майже згаслий танець Співаючий меч з Нортумбрія і танець Довгий Меч з Йоркширу.
Це призвело до відродження обох традицій на їхній батьківщині, а потім це поширилося і в інших місцях. Шарп також видав пісенні книги, призначені для використання вчителями та дітьми для музичного навчання. Ці пісенні книги часто включали й аранжування пісень, у супроводі фортепіано, для хорового співу. Хоча стверджувалося, що якби почули їх традиційні співаки (які в Англії практично завжди співав без супроводу), то цілком могли би дорікнути Шарму за такий музичний супровід, як за відволікаючий чинник. Але він це робив аби сприяти своїй головній меті поширенню звучання англійських народних мелодій для дітей у школах, для ознайомлення їх зі своїм національним музичним спадком.
У музичних навчальних книгах для школи Шарп змушений був вилучати з текстів народних пісень котрі часто містили еротичні подвійні смисли, враховуючи «святенництво» пануючого в Англії пуританства, бо вони ніколи не змогли би бути відкрито опубліковані.
Серед композиторів, які прилучилися до цієї справи був Ральф Воан-Вільямс, який виконав свою власну роботу з поширення народної пісні в Норфолку, Сассексі й Суррею. Використовуючи народні пісені, танцювальні мелодії і мотиви у класичній музиці, щоб надати їм життєздатність і привабливість.

## В Америці

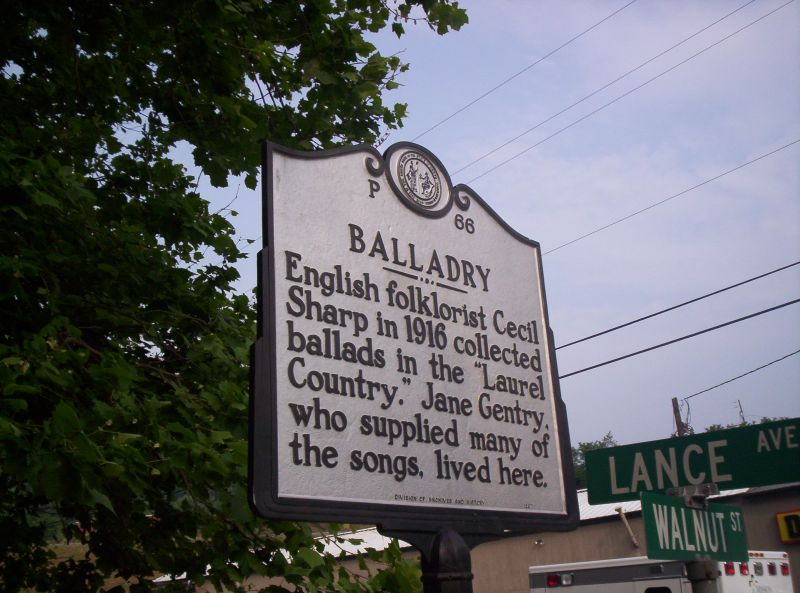
Пам'тна таблиця присвячена баладам зібраних Сесілом Шарпом в 1916 р. у США

За роки Першої світової війни, Шарп і вирішив зробити поїздку для читання лекцій до Сполучених Штатів. Поїздка, котру спланував його співробітник Мод Karpeles, в 1916—1918 роках, мала великий успіх. Великі аудиторії прийшли послухати його лекції про народну музику, і Шарп також скористався можливістю, щоб зробити записи англійських народних пісень, які збереглися в більш віддалених регіонах на півдні Аппалачів. У подорожі через гори у Вірджинії, Північній Кароліні, Кентуккі і Теннессі , Шарп і Karpeles записав скарби народних пісень, багато у версіях котрі відрізняються від тих які він зібрав в сільській Англії. Як правило, Шарп записував мелодії, а Karpeles слова пісень..

## Погляди
У Кембриджі Шарп слухав лекції Вільяма Морріса і тоді став прихильником Фабіанського товариства і був протягом усього життя вегетаріанцем. Він був обережний у своїх публічних заявах, відчуваючи, що у нього було що втрачати, так як, на відміну від Морріса, він не був багатим і залежав від зовнішнього фінансування для своїх досліджень. Це позбавило його багатьох неприємностей. Його після Другої світової війни, в часи британського народного відродження 1950-их років, критикували марксисти, коли його ім'я стало більш знаним.
В 1970-і роки, Девід Харкер, аспірант з Кембриджа, що спеціалізувався на англійській літературі, критикував мотивацію і методи тодішнього народного відродження, виділяючи Сесіл Шарпа, і звинувативши його дослідження в ідеологічному спрямуванні, тобто в націоналізмі. Зокрема і за те що Шарп помістив у своїх книгах й життєписах певних історичних осіб, котрі сьогодні мають тавро «неполіткоректності» й «антисемітизму», зокрема баладу про англійського святого мученика Х'ю з Лінкольна.
Британський фольклорист Майк Йейтс, який сам спочатку наповнився деякими з цих негативних поглядів, все-таки змушений був визнати величезний вклад Шарпа у збереженні англійської народної пісні.
Відомий американський вчений Бертран Бронсон одного разу сказав, що Аппалачівська колекція Шарпа є найкращою колекцією регіональних пісень, коли-небудь зроблених в Америці.

## Книги
Мод Karpeles жив протягом багатьох десятиліть після Шарпа, і поступово йому вдалося перетворити зібрані шарпом рукописні матеріали в масивні, добре опрацьовані томи книг. Ці книги в даний час не продаються і не передруковуються, але їх можна знайти в деяких наукових бібліотеках.
- Cecil Sharp's Collection of English Folk Songs, Oxford University Press, 1974; ISBN 0-19-313125-0.

- English folk songs from the southern Appalachians, collected by Cecil J. Sharp; comprising two hundred and seventy-four songs and ballads with nine hundred and sixty-eight tunes, including thirty-nine tunes contributed by Olive Dame Campbell, edited by Maud Karpeles. Oxford: Oxford University Press, 1932.

Збірник народних пісень Сесіля Шарпа, разом з їх музичним фортепіанним супроводом:
- English folk songs, collected and arranged with pianoforte accompaniment by Cecil J. Sharp, London: Novello (1916). This volume has been reprinted by Dover Publications under ISBN 0-486-23192-5 and is in print.

Детальний опис думк і теорій Шарпа про значення і вплив народної пісні:
- English Folk Song: Some Conclusions (originally published 1907. London: Simpkin; Novello). This work has been reprinted a number of times. For the most recent (Charles River Books), see ISBN 0-85409-929-8.

Біографія Сесіл Шарпа:
- Cecil Sharp, by A. H. Fox Strangways in collaboration with Maud Karpeles. London: Oxford University Press, 1933. Reprinted 1980, Da Capo Press; ISBN 0-306-76019-3.

Опис Шарпом вигляду танцюючого англійські народні танці:
- The Morris Book a History of Morris Dancing, With a Description of Eleven Dances as Performed by the Morris-Men of England by Cecil J. Sharp and Herbert C MacIlwaine, London: Novello (1907). Reprinted 2010, General Books; ISBN 1-153-71417-5.